# Phonogénie
 (octobre 2024).
Si vous disposez d'ouvrages ou d'articles de référence ou si vous connaissez des sites web de qualité traitant du thème abordé ici, merci de compléter l'article en donnant les références utiles à sa vérifiabilité et en les liant à la section « Notes et références ».
La phonogénie est, pour la voix humaine ou un instrument de musique, l'aptitude à être l'objet d'un bon enregistrement phonographique. Elle est évaluée en fonction de sa qualité sonore, son articulation et son expressivité. Sa fonction étant de rejoindre agréablement son public.
En plus des caractéristiques qualitatives naturelles, la voix peut être améliorée grâce à quelques exercices.
Il existe des écoles spécialisées pour améliorer la qualité de la voix.